# Biskupi kamienieccy
Biskupi kamienieccy – biskupi diecezjalni i biskupi pomocniczy diecezji kamienieckiej.

## Biskupi

### Biskupi diecezjalni
| Okres pełnienia funkcji | Biskup | Biskup                        | Uwagi |
| ----------------------- | ------ | ----------------------------- | --- |
| ok. 1375                |        | Wilhelm                       | |
| 1378–1398               |        | Rokozjusz                     | |
| 1406–1411               |        | Aleksander                    | |
| 1411–1413               |        | Andrzej z Bazylei             | |
| 1414–1428               |        | Zbigniew z Łapanowa           | |
| 1428–1453               |        | Paweł z Bojańczyc             | |
| 1453–1467               |        | Mikołaj Łabuński              | |
| 1468–1469               |        | Mikołaj Leśniowski            | |
| 1469–1479               |        | Mikołaj Próchnicki            | |
| 1484–1490               |        | Maciej ze Starej Łomży        | następnie biskup diecezjalny chełmski |
| 1492–ok. 1500           |        | Piotr z Lesiowa               | |
| 1510–1518               |        | Jakub Buczacki                | następnie biskup diecezjalny chełmski, późniejszy biskup diecezjalny płocki |
| 1521–1531               |        | Wawrzyniec Międzyleski        | |
| 1531–1535               |        | Piotr Gamrat                  | następnie biskup diecezjalny przemyski, późniejszy biskup diecezjalny płocki, biskup diecezjalny krakowski, arcybiskup metropolita gnieźnieński i prymas Polski                                   |
| 1535–1538               |        | Sebastian Branicki            | następnie biskup diecezjalny chełmski, późniejszy biskup diecezjalny poznański |
| 1539–1540               |        | Jan Wilamowski                | |
| 1541–1542               |        | Mikołaj Dzierzgowski          | następnie biskup diecezjalny chełmski, późniejszy biskup diecezjalny kujawsko-pomorski, arcybiskup metropolita gnieźnieński i prymas Polski                                                       |
| 1542–1543               |        | Jan Dziaduski                 | następnie biskup diecezjalny chełmski, późniejszy biskup diecezjalny przemyski |
| 1543–1545               |        | Andrzej Zebrzydowski          | następnie biskup diecezjalny chełmski, późniejszy biskup diecezjalny kujawsko-pomorski, biskup diecezjalny krakowski                                                                              |
| 1545–1546               |        | Jan Drohojowski               | następnie biskup diecezjalny chełmski, późniejszy biskup diecezjalny kujawsko-pomorski |
| 1546                    |        | Benedykt Izdbieński           | następnie biskup diecezjalny poznański |
| 1546–1562               |        | Leonard Słończewski           | |
| 1562                    |        | Piotr Arciechowski            | |
| 1563–1576               |        | Dionizy Secygniowski          | |
| 1577–1586               |        | Marcin Białobrzeski           | |
| 1587–1590               |        | Wawrzyniec Goślicki           | następnie biskup diecezjalny chełmski, późniejszy biskup diecezjalny przemyski, biskup diecezjalny poznański                                                                                      |
| 1590–1591               |        | Stanisław Gomoliński          | następnie biskup diecezjalny chełmski, późniejszy biskup diecezjalny łucki |
| 1594–1607               |        | Paweł Wołucki                 | następnie biskup diecezjalny łucki, późniejszy biskup diecezjalny kujawsko-pomorski |
| 1607–1614               |        | Jan Andrzej Próchnicki        | następnie arcybiskup metropolita lwowski |
| 1615–1627               |        | Adam Nowodworski              | następnie biskup diecezjalny przemyski, późniejszy biskup diecezjalny poznański |
| 1627–1641               |        | Paweł Piasecki                | następnie biskup diecezjalny chełmski, późniejszy biskup diecezjalny przemyski |
| 1641–1646               |        | Andrzej Leszczyński           | następnie biskup diecezjalny chełmiński i administrator apostolski diecezji pomezańskiej, późniejszy arcybiskup metropolita gnieźnieński i prymas Polski                                          |
| 1646–ok. 1657           |        | Michał Erazm Działyński       | |
| ok. 1658–1660           |        | Jan Ludwik Stępkowski         | |
| 1664–1666               |        | Zygmunt Czyżowski             | następnie biskup diecezjalny łucki |
| 1667–1670               |        | Wojciech Koryciński           | następnie arcybiskup metropolita lwowski |
| 1670–1677               |        | Wespazjan Lanckoroński        | |
| 1680–1685               |        | Stanisław Wojeński            | |
| 1686–1689               |        | Jerzy Albrecht Denhoff        | następnie biskup diecezjalny przemyski, późniejszy biskup diecezjalny krakowski |
| 1700–1716               |        | Jan Chryzostom Gniński        | |
| 1716–1721               |        | Stefan Bogusław Rupniewski    | następnie biskup diecezjalny łucki |
| 1722–1733               |        | Stanisław Józef Hozjusz       | następnie biskup diecezjalny poznański |
| 1733–1735               |        | Adam Augustyn Wessel          | |
| 1736–1739               |        | Franciszek Antoni Kobielski   | następnie biskup diecezjalny łucki |
| 1739–1742               |        | Wacław Hieronim Sierakowski   | następnie biskup diecezjalny przemyski, późniejszy arcybiskup metropolita lwowski |
| 1742–1757               |        | Mikołaj Dembowski             | |
| 1759–1795               |        | Adam Stanisław Krasiński      | |
| 1795–1809               |        | Jan Dembowski                 | |
| 1815–1842               |        | Franciszek Mackiewicz         | |
| 1853–1855               |        | Mikołaj Górski                | |
| 1860–1872               |        | Antoni Fijałkowski            | następnie arcybiskup metropolita mohylewski |
|                         |        | Kasper Borowski               | administrator apostolski w latach 1867–1883, jednocześnie biskup diecezjalny łucki i żytomierski, następnie biskup diecezjalny płocki                                                             |
|                         |        | Szymon Marcin Kozłowski       | administrator apostolski w latach 1883–1891, jednocześnie biskup diecezjalny łucki i żytomierski, następnie arcybiskup metropolita mohylewski, również administrator apostolski diecezji mińskiej |
|                         |        | Cyryl Lubowidzki              | administrator apostolski w latach 1897–1898, jednocześnie biskup diecezjalny łucki i żytomierski                                                                                                  |
|                         |        | Bolesław Hieronim Kłopotowski | administrator apostolski w latach 1899–1901, jednocześnie biskup diecezjalny łucki i żytomierski, następnie arcybiskup metropolia mohylewski                                                      |
|                         |        | Karol Antoni Niedziałkowski   | administrator apostolski w latach 1901–1911, jednocześnie biskup diecezjalny łucki i żytomierski                                                                                                  |
|                         |        | Ignacy Dubowski               | administrator apostolski w latach 1916–1918, jednocześnie biskup diecezjalny łucki i żytomierski                                                                                                  |
| 1918–1926               |        | Piotr Mańkowski               | |
| 1991–2002               |        | Jan Olszański                 | |
| 2002–2025               |        | Leon Dubrawski                | |
| nominat                 |        | Edward Kawa                   | |

### Biskupi pomocniczy
| Okres pełnienia funkcji | Biskup | Biskup                  | Uwagi                                                                                  |
| ----------------------- | ------ | ----------------------- | -------------------------------------------------------------------------------------- |
| 1641–ok. 1658           |        | Jan Ludwik Stępkowski   | biskup koadiutor, następnie biskup diecezjalny kamieniecki                             |
| 1723–1724               |        | Michał de la Mars       |                                                                                        |
| 1730–przed 1779         |        | Adam Wojna Orański      |                                                                                        |
| 1778–1795               |        | Jan Ignacy Dłuski       |                                                                                        |
| 1828–1841               |        | Ignacy Ludwik Pawłowski | następnie arcybiskup metropolita mohylewski                                            |
| 1858–1860               |        | Antoni Fijałkowski      | następnie biskup diecezjalny kamieniecki, późniejszy arcybiskup metropolita mohylewski |
| 1995–1998               |        | Stanisław Padewski      | następnie biskup pomocniczy Lwowa, późniejszy biskup diecezjalny Charkowa-Zaporoża     |
| 1998–2002               |        | Leon Dubrawski          | następnie biskup diecezjalny kamieniecki                                               |
| 2006–2020               |        | Jan Niemiec             |                                                                                        |
| od 2013                 |        | Radosław Zmitrowicz     |                                                                                        |